# Vestre Åmøy
Vestre Åmøy är en tätort i Stavangers kommun i Rogaland fylke i sydvästra Norge. Orten ligger vid fylkesväg 4608 på västra änden av ön Åmøy.
Orten har tidigare tillhört dåvarande Mosterøy kommun respektive Rennesøy kommun.